# Rain (cantante)
Jung Ji-hoon (en hangul, 정지훈; Seosan, Chungcheong del Sur, 25 de junio de 1982), más conocido como Rain y en coreano como Pi (비), es un cantante, compositor, bailarín, actor y productor musical surcoreano. Ha sido reconocido como uno de los artistas más influyentes y exitosos del k-pop. También es conocido mundialmente por sus películas en Hollywood como Ninja Assassin.
Debutó el 28 de abril de 2002, con la canción «Napun Namja» de su primer disco Rain y como actor en la serie de televisión Sang Doo! Let's Go To School de 2003. Su salto a la fama internacional se materializó con sus álbumes Rain en 2002, Rain 2 en 2003, It's Raining en 2005 y con el lanzamiento de la serie Full House protagonizada junto a Song Hye-kyo, que fue trasmitida con gran popularidad en diferentes países. Desde entonces ha sido considerado un icono del Hallyu logrando innumerables reconocimientos por su música y actuaciones.
Su carrera de actor lo ha llevado al cine, cuya primera participación fue protagonizando el largometraje I'm a Cyborg, But That's Ok (2006), también ha actuado en películas de producción estadounidenses como Speed Racer (2008) y Ninja Assassin (2009): en esta última obtuvo el papel principal y su actuación lo hizo ganador del premio «Biggest Badass» en los MTV Movie Awards. En menor medida ha participado como presentador en los programas Music Bank de KBS 2TV desde 2003 hasta 2004 y TalkAsia de CNN International durante 2005 y nuevamente en 2009. Además ha utilizado su visibilidad como celebridad para asociarse a diferentes causas y campañas humanitarias contra el VIH/sida en World Vision, tráfico humano en MTV EXIT.
Inspirado en la música occidental, debutó afiliado a la agencia de entretenimiento JYP Entertainment que posteriormente dejó en 2007, para trabajar en su propia compañía J. Tune Entertainment donde se mantuvo hasta 2011 tras la fusión entre esta última junto a JYP, ese año dejó sus labores para ejecutar su servicio militar obligatorio en su país de origen durante dos años. Tras cumplir con su deber cívico, retomó sus actividades con la agencia Cube Entertainment desde 2013 hasta 2015, momento en que fundó su propio sello musical, R.A.I.N. Company.

## Biografía
Su madre murió en 2000 tras perder su lucha contra la diabetes.
Pasó la mayor parte de su infancia viviendo con sus padres y su hermana menor, Jung Hanna, cerca de la Universidad Yonsei. 
Estudió en la Universidad de Dankook.
Pese a ser un niño introvertido y tímido, se descubrió que tenía pasión por la danza cuando actuó en un concurso de talentos para la escuela secundaria. Inicialmente tuvo dificultades para compaginar la danza y los estudios académicos y recibió bajas calificaciones durante el comienzo de la secundaria debido a sus prácticas de baile frecuentes. Él decidió seguir su pasión y asistió a la Escuela de Artes en donde recibió su primera instrucción formal en actuación y pudo continuar el baile también. 
En octubre de 2011 comenzó su servicio militar obligatorio, el cual finalizó en julio de 2013.
En 2013 se confirmó que salía con la actriz Kim Tae-hee. Después de cinco años de relación la pareja se casó el 19 de enero de 2017. Tienen dos hijas nacidas en octubre de 2017 y septiembre de 2019, respectivamente.

## Carrera

### Cine y televisión
En 2002 fue contratado como aprendiz de JYP Entertainment, dirigida por el artista de grabación y productor Park Jin-young, donde formó parte hasta el 2007. En una entrevista en la CNN y también en un documental de Discovery Channel llamado Discovering Hip Korea (en español: Descubriendo Hip Korea), comentó que se le había rechazado en varias ocasiones por su aspecto: «De hecho, me dijeron después de una audición que mi canto y el baile era genial, pero yo no lo conseguía porque no tenía párpado doble». Sin embargo, finalmente lo logró cuando Jin-young vio su persistencia durante una audición en la que Rain bailó sin parar por horas, a diferencia de los habituales diez minutos una audición. Durante sus primeros años de formación, fue bailarín secundario.
En 2004 participó en el programa de televisión de la cadena SBS llamado Banjun Drama (Match! Reverse Drama), donde dio a conocer su dotes representativas. 
Realizó varios dramas de televisión, como Sang Doo! Let's Go to School, Full House (con un gran éxito), A Love to Kill o The Fugitive: Plan B. 
Ha recibido grandes premios tanto como cantante como actor, siendo reconocido en Japón como uno de los mejores.
En 2007 creó su propia agencia bajo el nombre "J. Tune Entertainment", donde formó parte hasta el 2011. En marzo del mismo año se unió a la película Speed Racer, donde interpretó a Taejo Togokhan, un corredor novato. 
Desde 2009 forma parte de la compañía William Morris Endeavor. En noviembre del mismo año participó en la película Ninja Assassin, donde dio vida a Raizo, uno de los más letales asesinos del mundo. La película fue producida por los hermanos Wachowski.
En 2013 se unió a la agencia Cube Entertainment hasta el 2015, después de que finalizara su contrato. En un mensaje publicado en su cuenta de Instagram, explica por qué decidió dar final a esta etapa a través de una reflexión: “poner fin a esta colaboración es una buena nota”. También agradeció a Hong Seung Sung, al que conoció cuando firmó con JYP Entertainment.
En el 2015 creó su propia compañía, R.A.I.N. Company.
En 2016 se unió al elenco principal de la serie Please Come Back, Mister donde interpretó a Lee Hae-joon / Kim Young-soo.
En 2018 se anunció que se había unido al elenco principal de la nueva serie Sketch.
En 2022 protagonizó la serie de tvN Ghost Doctor, con el papel de Cha Young-min, un cirujano torácico de gran habilidad.

### Música
Debutó el 28 de abril de 2002 con la canción "Bad Guy" de su primer disco "Rain". Su segundo sencillo fue la divertida "Instead of Saying Goodbye". Al año siguiente 2003 lanzó su segundo disco Rain 2 con la canción principal "How to Run from the Sun".
Pero fue su tercer disco It's Raining (2004) con el sencillo homónimo que lo lanzó a la fama en todo Asia y con el que consiguió múltiples premios.
En el año 2006 realizó un concierto en el Madison Square Garden, New York.
Lanzó su 5.º disco, titulado Rainism, y creó su propia marca de ropa, "Six to Five".
Rain eligió personalmente a los cinco miembros de su primer grupo de pop MBLAQ en la compañía J. Tune Entertainment, quienes debutaron el 9 de octubre de 2009.
El 2 de enero de 2014 lanzó su sexto disco "Rain Effect" con dos sencillos principales con sendos vídeos musicales "30 Sexy" y "La Song".
El miniálbum "My life" se lanzó en 2017 con "Gang" como tema principal, con una puesta en escena muy atrevida y rompedora pero que no consiguió llegar a los números uno de las listas musicales. Sin embargo, fue en mayo de 2020 cuando una parodia del vídeo musical "Gang" se hizo viral en YouTube y volvió a lanzar a la fama tanto al tema como al intérprete que supo aprovecharse invitando a sus seguidores a crear más parodias bajo el lema "1 Gang a Day".
En verano de 2020 se unió a Yoo Jae-suk y Lee Hyori para formar parte del grupo SSAK3. Su canción "Beach Again" lanzada el 18 de julio llegó a los primeros puestos de las listas musicales.
En diciembre de 2020 a petición de sus fanes organizó un reencuentro con su mentor Park Jin Young, más conocido como JYP y lanzaron la canción a dueto "Switch To Me" el 31 de diciembre de 2020 actuando en numerosos programas musicales como "Show! Music Core", "Music Bank", "Inkigayo", etc. También realizaron una curiosa actuación vestidos en hanbok (traje tradicional coreano) en un programa matinal argumentando que sus seguidores ya pasan de la cincuenta.
El 3 de marzo de 2021, Rain ha lanzado su último miniálbum llamado Pieces by Rain en el que se incluyen 5 canciones en colaboración con varios artistas prominentes de la industria coreana. Su primer sencillo ha sido «Why Don't We» junto con la artista coreana Chung Ha.

## Discografía

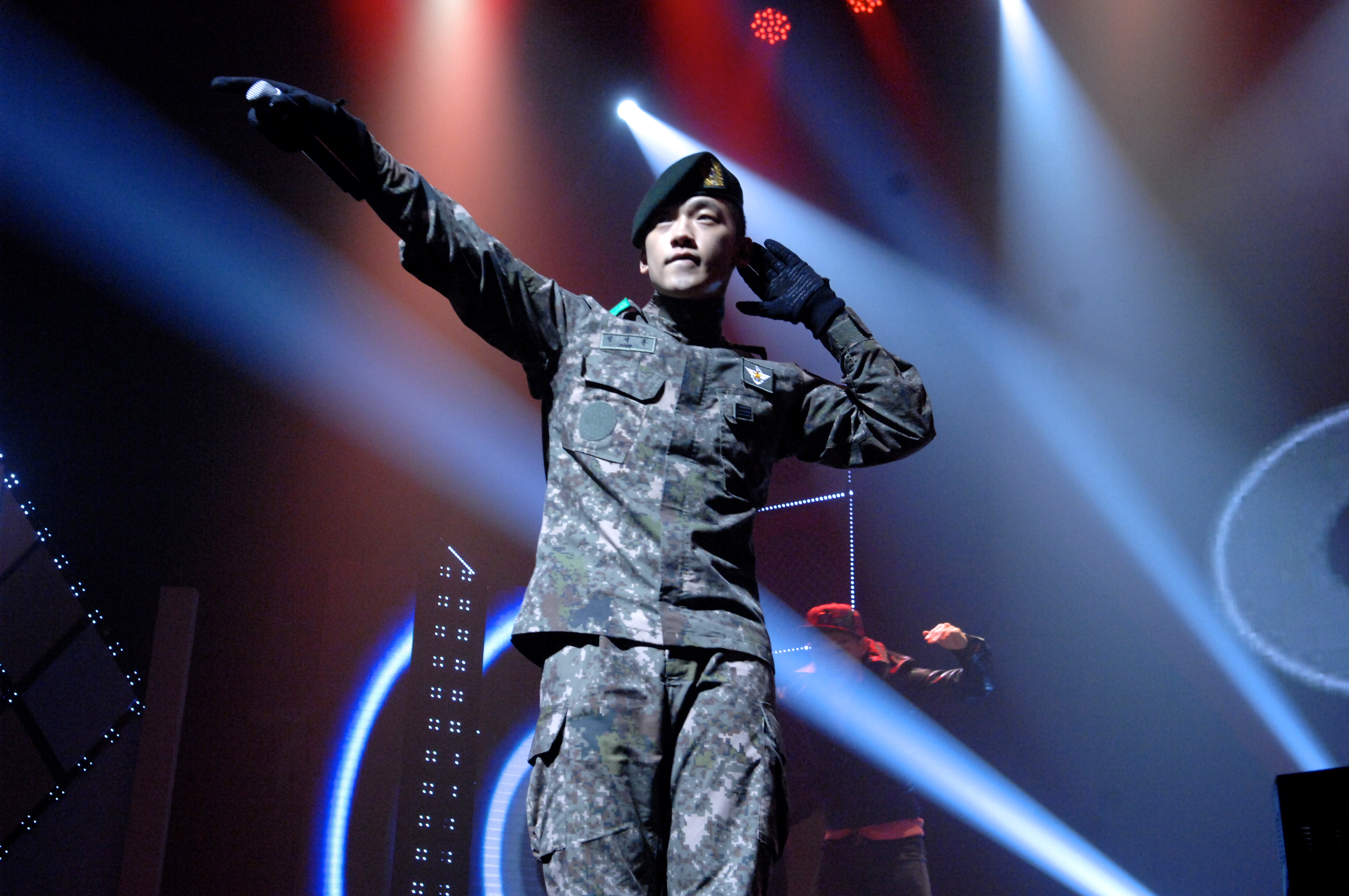
Rain durante el "K-Force Special Show" en marzo de 2013.

### Corea del Sur
Álbumes de estudio
- Rain n001 (2002).
- Rain 2 (2003).
- It's Raining (2004).
- Rain's World (2006).
- Rainism (2008).
- Rain Effect (2014).

Mini Álbumes
- Back to the Basic (2010).
- My Life (2017)
- Pieces by Rain (marzo de 2021)

Sencillos
- The Best Present (2017), producido por PSY.
- Beginning (2019), dueto con Soyou.

- Switch to Me (나로 바꾸자), dueto con JYP (2020)

### Japón
Álbumes de estudio
- Eternal Rain (2006).

Compilaciones
- Early Works (2006).

## Giras musicales
- Rainy Day Tour (2005).
- Rain's Coming World Tour (2006-2007).
- The Legend of Rainism Tour (2009-2010).
- Rain Loves Japan Zepp Tour (2010).
- The Best Show Tour (2011).
- Army Concert Series (2012-2013).
- Story of Rain: 2013 Rain Zepp Tour (2013).
- Rain Effect China Concert Series (2014).
- The Squall World Tour (2015-2016).

## Filmografía

### Películas
| Año  | Título                       | Hangul               | Personaje      | Notas                     |
| ---- | ---------------------------- | -------------------- | -------------- | ------------------------- |
| 2006 | I'm a Cyborg, but That's OK  | 싸이보그지만 괜찮아  | Park Il-sun    |                           |
| 2008 | Speed Racer                  | 스피드 레이서        | Taejo Togokahn |                           |
| 2009 | Ninja Assassin               | 닌자 어쌔신          | Raizo          |                           |
| 2012 | R2B: Return to Base          | 알투비_ 리턴투베이스 | Jung Tae-yoon  |                           |
| 2014 | The Prince                   | —                    | Mark           | Producción estadounidense |
| 2014 | For Love or Money            | —                    | Xu Chengxun    | Producción china          |
| 2019 | Race to Freedom: Um Bok-dong | 자전차왕 엄복동      | Um Bok-dong    |                           |

### Series de televisión
| Año  | Título                                          | Personaje                    | Notas                      | Ref.                 |
| ---- | ----------------------------------------------- | ---------------------------- | -------------------------- | -------------------- |
| 2003 | Sang Doo! Let's Go to School (상두야, 학교가자) | Cha Sang-doo                 | 16 episodios               |                      |
| 2004 | Full House (풀하우스)                           | Lee Young-jae                | 16 episodios               |                      |
| 2004 | Old Miss Diary                                  | Él mismo                     | Cameo                      |                      |
| 2005 | Banjun Drama                                    | Él mismo                     | 4 episodios                |                      |
| 2005 | A Love to Kill (이 죽일 놈의 사랑)              | Kang Bok-gu                  | 16 episodios               |                      |
| 2010 | The Fugitive: Plan B (도망자 플랜 B)            | Ji-woo                       | 20 episodios               |                      |
| 2014 | My Lovely Girl (내겐 너무 사랑스러운 그녀)      | Hyun Wook                    | 16 episodios               | [ 10 ]               |
| 2015 | Diamond Lover (克拉恋人)                        | Xiao Liang                   | 68 episodios               | [ 11 ]               |
| 2016 | Por favor regresa, señor (돌아와요 아저씨)      | Lee Hae-joon / Kim Young-soo | 16 episodios               | [ 12 ]               |
| 2018 | Sketch (스케지)                                 | Kang Dong-soo                | 16 episodios               |                      |
| 2018 | Endless August                                  | Shen Bayue                   | 50 episodios               |                      |
| 2019 | Welcome2Life (웰컴2라이프)                      | Lee Jae-Song                 | 32 episodios               |                      |
| 2021 | Ghost Doctor                                    | Dr. Cha Young-min            |                            | [ 9 ] [ 13 ]         |
| 2022 | Bajo el paraguas de la reina                    | Un transeúnte                | Aparición especial (ep. 7) | [ 14 ]               |
| 2024 | Cisne rojo                                      | Seo Do-yoon                  | Serie web en 10 episodios  | [ 15 ] [ 16 ] [ 17 ] |

### Programas de variedades
| Año         | Programa                         | Notas                            |
| ----------- | -------------------------------- | -------------------------------- |
| 2023        | Asian Super Young                | mentor                           |
| 2021        | DoReMi Market (Amazing Saturday) | (ep. #192) - invitado            |
| 2020        | I-LAND                           | mentor                           |
| 2017 - 2018 | The Unit                         | presentador y mentor             |
| 2017        | I Live Alone                     | (ep. 223-224) - invitado         |
| 2016        | Hurry Up, Brother                | (ep. 45) - invitado              |
| 2014        | Running Man                      | (ep. 188-189, 214) - invitado    |
| 2014        | 2 Days & 1 Night                 | (ep. 328 - 329) - invitado       |
| 2002 - 2004 | Music Bank                       | presentador                      |
| 2002 - 2003 | Soulmate                         | presentador junto a Kang Ho-dong |

### Anuncios
| Año  | Anuncio  | Notas                         |
| ---- | -------- | ----------------------------- |
| 2020 | La Cloud | junto a su esposa Kim Tae-hee |

## Apoyo a obras
Ha utilizado su visibilidad como celebridad para asociarse a diferentes causas y campañas humanitarias contra el VIH/sida en World Vision, tráfico humano en MTV EXIT, entre otras.